# Eicochrysops nandiana
Eicochrysops nandiana är en fjärilsart som beskrevs av George Thomas Bethune-Baker 1906. Eicochrysops nandiana ingår i släktet Eicochrysops och familjen juvelvingar. Inga underarter finns listade i Catalogue of Life.